# Iphinoe ovoideus
Iphinoe ovoideus là một loài ốc biển nhỏ, là động vật thân mềm chân bụng sống ở biển thuộc họ Capulidae.